# Blauwe lotus
De blauwe lotus (Nymphaea caerulea) is een blauwe waterlelie. Deze komt zowel in het Nijlgebied voor, als in Zuid-Afrika en China. Er zijn verschillende botanische varianten van deze zaadplant.
De plant bevat psychoactieve alkaloïden die zorgen voor een mild verdovend effect. De gewassen bloemen worden 10-20 minuten in water gekookt of kunnen aan wijn worden toegevoegd. Het inhaleren van blauwe lotus extract door middel van een E-sigaret, vapen, wordt afgeraden. De bloem speelt een belangrijk rol in de Egyptische mythologie. Maar ook in diverse landen in Azië is de blauwe lotus een heilige plant. Het is een eetbare plant die meer dan twee seizoenen leeft.